# Ла Чинела (Перуђа)
Ла Чинела је насеље у Италији у округу Перуђа, региону Умбрија.
Према процени из 2011. у насељу је живело 503 становника. Насеље се налази на надморској висини од 247 м.